# VASCAR
VASCAR (Acrònim en angles de Visual Average Speed Computer And Recorder; en català: Gravador i ordinador visual de velocitat mitjana) és un tipus de dispositiu per calcular la velocitat d’un vehicle en moviment. El primer dispositiu VASCAR va ser creat el 1966 per Arthur Marshall. Els agents de policia l’utilitzen per aplicar els límits de velocitat i pot ser preferit quan el radar o el LIDAR són il·legals, com ara algunes jurisdiccions de Pennsilvània, o per evitar la detecció per part dels que tenen detectors de radar.

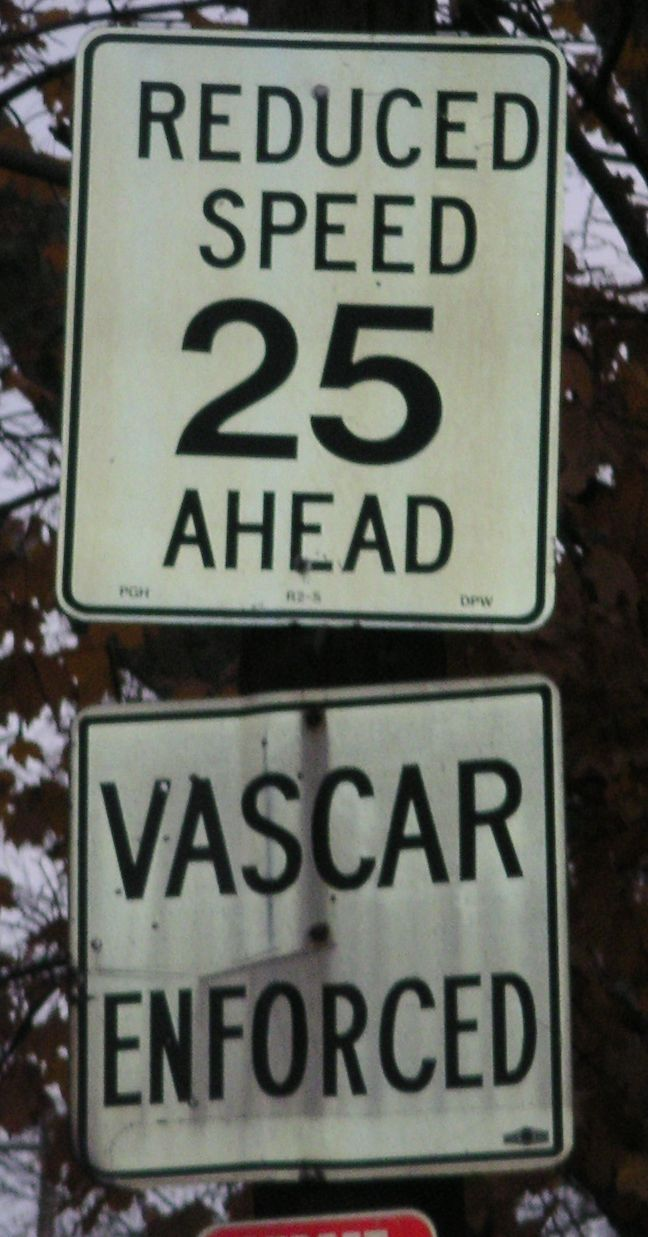
Signe de carrer que mostra on la velocitat és aplicada per VASCAR

## Operació
Una unitat VASCAR utilitza un cronòmetre i un ordinador senzill. Un operador registra els moments en què un vehicle passa dos objectes fixos (com ara un cercle blanc o quadrat pintat a la carretera) que es troben a una distància coneguda. A continuació, es calcula la velocitat mitjana del vehicle dividint la distància entre els punts pel temps que s’ha trigat a recórrer entre ells. El teorema del valor mitjà implica que en algun moment entre les mesures la velocitat del vehicle ha de ser com a mínim igual a la seva velocitat mitjana.
El VASCAR es pot utilitzar des d’un vehicle o helicòpter en moviment o estacionari o una altra plataforma aèria. El vehicle objectiu pot viatjar en qualsevol direcció, per davant o per darrere o per sota de l'observador.
Un estudi de 1991 realitzat per l'Administració nacional de seguretat del trànsit de carreteres va trobar que les unitats VASCAR-plus produïen errors de menys de 2 mph si s'utilitzaven correctament.

## Usuaris
Se sap que VASCAR s’utilitza allà on el radar o el LIDAR són il·legals, com ara algunes jurisdiccions de Pennsilvània. Molts vehicles policials del Regne Unit estan equipats amb un dispositiu, especialment els que s’utilitzen per fer complir el trànsit. El sistema també és utilitzat per les unitats aerotransportades; en alguns llocs remots dels Estats Units s’utilitza regularment l’aplicació de la velocitat aerotransportada.

## Història
VASCAR el va inventar Arthur Marshall, un inversor immobiliari resident a Richmond, Virgínia, el 1966. Es va inspirar a crear el dispositiu després de veure com un cotxe de la policia conduïa perillosament intentant circular més ràpid. Les versions posteriors van utilitzar un microprocessador per fer els càlculs de velocitat. El 1968, el dispositiu estava en ús a Carolina del Nord, Indiana, Kentucky i Nova York. El 1971, Marshall va formar una empresa, Traffic Safety Systems, Inc., per comercialitzar el dispositiu. Després de la seva mort, Traffic Systems Systems va ser comprada per Power Systems & Controls, Inc., que feia temps que fabricava els dispositius. Continuen produint dispositius similars amb el nom de VASCAR-plus.

## Especificacions tècniques
VASCAR es basa en la precisió de l’accionament del velocímetre del vehicle patrulla (generalment situat dins de la transmissió del vehicle) per determinar la distància recorreguda, mitjançant un comptaquilòmetres dins del propi sistema VASCAR. Els vehicles policials adquirits recentment solen comptar amb velocímetres electrònics i es connecta un cable sensor al cable d'alimentació del sensor de velocitat per comptar els impulsos de la unitat. Els vehicles més antics, amb velocímetres accionats per cable, estan connectats a la unitat VASCAR amb un adaptador mecànic-òptic que es fixa al cable. Els impulsos es compten de la mateixa manera per als dos mètodes d’entrada.
Els registres de temps i distància estan completament separats entre si, i cadascun està controlat per un commutador alternatiu, que és operat per l'agent de trànsit. Per controlar la velocitat del vehicle patrulla (per exemple, quan la velocitat es fa coincidir amb el vehicle de l'infractor), tots dos interruptors funcionen simultàniament. Tot i que, sovint, la commutació TIME s’activa quan el vehicle de l’infractor passa per una fita identificable (com ara un pal indicador) i la commutació DISTÀNCIA s’activa quan el vehicle patrulla passa per la mateixa fita. Quan l’infractor passa una segona fita, el temporitzador s’atura i, quan el vehicle patrulla passa aquesta fita, la mesura de la distància s’atura. Aquests dos valors són comparats per l'ordinador digital, que mostra la velocitat mitjana a aquesta distància.
Les primeres unitats VASCAR estaven formades per tres parts. La secció principal de l’ordinador era una caixa que s’instal·lava en un maleter o sota un seient, la transmissió del comptaquilòmetres s’instal·lava sota el tauler de control del vehicle i la unitat de control estava muntada en un lloc operatiu. Els sistemes posteriors van combinar les seccions de control i ordinador en una sola unitat i van substituir les pantalles de tubs Nixie anteriors per LEDs.
Alguns sistemes VASCAR han inclòs la possibilitat d’establir una distància específica, cosa que permet a un agent de trànsit evitar haver de mesurar cada vegada que es comprovava aquest tram de carretera. També és possible conservar una mesura anterior, per utilitzar-la amb diversos vehicles (per exemple, quan es passa un matí aplicant velocitat a una zona escolar). Fins que no es posi una nova distància a la memòria del sistema, totes les velocitats es calcularan en funció de la informació de distància anterior.

## Punts forts i febles de VASCAR
El sistema VASCAR té un avantatge important respecte als sistemes RADAR i LIDAR que també s’utilitzen per determinar la velocitat, ja que no és necessari estar (o a prop) de la línia de recorregut del vehicle objectiu. La velocitat de rellotge RADAR i LIDAR mitjançant l'efecte Doppler, de manera que un vehicle que viatja en un angle en relació amb la unitat tindrà una velocitat de lectura inferior a la velocitat real. VASCAR, però, pot proporcionar un rellotge de velocitat precís en qualsevol condició en què es pugui identificar tant un punt d’inici com un punt d’aturada. Ni tan sols cal veure tot el recorregut pel qual viatja el vehicle objectiu, sempre que es pugui identificar aquest vehicle específic a mesura que passa els punts inicial i final. Com més gran sigui la distància (fins al límit del dispositiu), més precisa serà la velocitat mitjana.
La principal debilitat de VASCAR és que només pot proporcionar una velocitat mitjana, en contrast amb la lectura de velocitat gairebé instantània d’un sistema d’efecte Doppler. Per tant, és possible que un vehicle estigui molt per sobre del límit de velocitat, per tant, baixi fins a la mateixa quantitat per sota del límit durant el mateix període i tingui una velocitat legal.
Un punt feble secundari és que l’operador ha de ser capaç d’identificar visualment el vehicle objectiu i els punts inicials i finals, així com operar els interruptors en els moments precisos necessaris.

## "Enganyant" per agents de trànsit que utilitzen VASCAR
Mentre amb qualsevol mètode utilitzat per determinar velocitat, VASCAR no és immune a enganyar per operadors. Enganyant és únic útil si l'operador pretén mostrar la velocitat readout al suposat violator o un altre partit interessat mentre "prova" del resultat.
El sistema confia completament en les entrades de l'operador, així que és possible per un agent de trànsit per aconseguir una sortida desitjada, qualsevol per tallant del elapsed rellotge de temps d'hora, o per deixar el comptador de distància corregut més llarg.
Per descomptat, no és necessari que l’operari realitzi un seguiment del vehicle i un operador experimentat pot fer funcionar els interruptors fins que es mostri la velocitat desitjada i desar la pantalla fins que aparegui el vehicle adequat.

## Dispositius similars
Tot i que el nom de VASCAR ja no és marca comercial, VASCAR i VASCAR V PLUS estan registrats a Sud-àfrica per Signal Systems (Pty) Limited.Power Systems & Controls té la marca comercial de VASCAR-plus. Altres empreses venen sistemes similars, encara que no són de marca VASCAR. Per exemple, a la categoria "dispositius electrònics de sincronització de velocitat (no radars), que calculen la velocitat mitjana entre dos punts", el Departament de Transports de Pennsilvània autoritza dos dispositius a més dels diferents models VASCAR-plus: el Tracker, de PATCO, i el V-SPEC, de YIS / Cowden Group.